# Patricio Almendra
Patricio Antonio Almendra Cifuentes (Concepción, Chile, 3 de septiembre de 1977) es un exfutbolista chileno y director técnico. Actualmente dirige a Deportes Concepción de la Liga de Ascenso de Chile.

## Trayectoria

### Selección nacional
Patricio Almendra fue parte de la Selección Chilena durante las Eliminatorias Sudamericanas 2002 y además jugó un partido amistoso.

### Participaciones en eliminatorias
| Eliminatorias                    | Equipo            | Resultado      |
| -------------------------------- | ----------------- | -------------- |
| Eliminatorias Sudamericanas 2002 | Selección Chilena | 10.º Eliminado |

### Partidos con la selección nacional
| Fecha      | Lugar        | Local      | Resultado | Visitante | Competición                      | Goles |
| ---------- | ------------ | ---------- | --------- | --------- | -------------------------------- | ----- |
| 07-11-2001 | Barranquilla | Colombia   | 3-1       | Chile     | Eliminatorias Sudamericanas 2002 | -     |
| 14-11-2001 | Santiago     | Chile      | 0-0       | Ecuador   | Eliminatorias Sudamericanas 2002 | -     |
| 28-12-2001 | Barcelona    | Cataluña   | 1-0       | Chile     | Amistoso                         | -     |
| Total      |              | Presencias | 3         |           | Goles                            | 0     |

## Clubes

### Estadísticas como jugador

#### Clubes
| Club                              | Div.          | Temporada     | Liga  | Liga  | Liga   | Copas nacionales | Copas nacionales | Copas nacionales | Torneos internacionales | Torneos internacionales | Torneos internacionales | Total | Total | Total  | Media goleadora |
| Club                              | Div.          | Temporada     | Part. | Goles | Asist. | Part.            | Goles            | Asist.           | Part.                   | Goles                   | Asist.                  | Part. | Goles | Asist. | Media goleadora |
| --------------------------------- | ------------- | ------------- | ----- | ----- | ------ | ---------------- | ---------------- | ---------------- | ----------------------- | ----------------------- | ----------------------- | ----- | ----- | ------ | --------------- |
| Huachipato · Chile                | 1.ª           | 1997          | 1     | 0     | 0      | —                | —                | —                | —                       | —                       | —                       | 1     | 0     | 0      | 0,00            |
| Huachipato · Chile                | Total club    | Total club    | 1     | 0     | 0      | 0                | 0                | 0                | 0                       | 0                       | 0                       | 1     | 0     | 0      | 0,00            |
| Lower Hutt City Nueva Zelanda     | 1.ª           | 1998          | 16    | 3     | 3      | —                | —                | —                | —                       | —                       | —                       | 16    | 3     | 3      | 0,19            |
| Lower Hutt City Nueva Zelanda     | Total club    | Total club    | 16    | 3     | 3      | 0                | 0                | 0                | 0                       | 0                       | 0                       | 16    | 3     | 3      | 0,19            |
| Fernández Vial · Chile            | 2.ª           | 1998          | 17    | 7     | 5      | —                | —                | —                | —                       | —                       | —                       | 17    | 7     | 5      | 0,41            |
| Fernández Vial · Chile            | Total club    | Total club    | 17    | 7     | 5      | 0                | 0                | 0                | 0                       | 0                       | 0                       | 17    | 7     | 5      | 0,41            |
| Universidad de Concepción · Chile | 2.ª           | 1999          | 38    | 15    | 10     | —                | —                | —                | —                       | —                       | —                       | 38    | 15    | 10     | 0,40            |
| Universidad de Concepción · Chile | Total club    | Total club    | 38    | 15    | 10     | 0                | 0                | 0                | 0                       | 0                       | 0                       | 38    | 15    | 10     | 0,40            |
| Deportes Concepción · Chile       | 1.ª           | 2000          | 25    | 3     | 7      | 8                | 0                | 1                | —                       | —                       | —                       | 33    | 3     | 8      | 0,09            |
| Deportes Concepción · Chile       | 1.ª           | 2001          | 28    | 3     | 6      | —                | —                | —                | 8                       | 0                       | 0                       | 36    | 3     | 6      | 0,08            |
| Deportes Concepción · Chile       | 2.ª           | 2004          | 39    | 8     | 10     | —                | —                | —                | —                       | —                       | —                       | 39    | 8     | 10     | 0,21            |
| Deportes Concepción · Chile       | 1.ª           | 2005          | 39    | 1     | 7      | —                | —                | —                | —                       | —                       | —                       | 39    | 1     | 7      | 0,03            |
| Deportes Concepción · Chile       | 1.ª           | 2007          | 19    | 5     | 4      | —                | —                | —                | —                       | —                       | —                       | 19    | 5     | 4      | 0,26            |
| Deportes Concepción · Chile       | 1.ª           | 2008          | 16    | 4     | 2      | —                | —                | —                | —                       | —                       | —                       | 16    | 4     | 2      | 0,25            |
| Deportes Concepción · Chile       | 2.ª           | 2009          | 34    | 12    | 12     | 1                | 0                | 0                | —                       | —                       | —                       | 35    | 12    | 12     | 0,34            |
| Deportes Concepción · Chile       | 2.ª           | 2010          | 32    | 2     | 8      | 8                | 1                | 2                | —                       | —                       | —                       | 40    | 3     | 10     | 0,08            |
| Deportes Concepción · Chile       | 2.ª           | 2012          | 10    | 0     | 2      | 2                | 0                | 1                | —                       | —                       | —                       | 12    | 0     | 3      | 0,00            |
| Deportes Concepción · Chile       | Total club    | Total club    | 242   | 38    | 58     | 19               | 1                | 4                | 8                       | 0                       | 0                       | 269   | 39    | 62     | 0,15            |
| Santiago Morning · Chile          | 1.ª           | 2002          | 16    | 2     | 5      | —                | —                | —                | —                       | —                       | —                       | 16    | 2     | 5      | 0,13            |
| Santiago Morning · Chile          | Total club    | Total club    | 16    | 2     | 5      | 0                | 0                | 0                | 0                       | 0                       | 0                       | 16    | 2     | 5      | 0,13            |
| Football Kingz FC Nueva Zelanda   | 1.ª           | 2002-03       | 18    | 6     | 6      | —                | —                | —                | —                       | —                       | —                       | 18    | 6     | 6      | 0,33            |
| Football Kingz FC Nueva Zelanda   | Total club    | Total club    | 18    | 6     | 6      | 0                | 0                | 0                | 0                       | 0                       | 0                       | 18    | 6     | 6      | 0,33            |
| Al Ittihad Doha Catar             | 1.ª           | 2003          | 4     | 0     | 1      | 4                | 0                | 2                | —                       | —                       | —                       | 8     | 0     | 3      | 0,00            |
| Al Ittihad Doha Catar             | Total club    | Total club    | 4     | 0     | 1      | 4                | 0                | 2                | 0                       | 0                       | 0                       | 8     | 0     | 3      | 0,00            |
| Al Ahli · EAU                     | 1.ª           | 2003          | —     | —     | —      | 8                | 2                | 2                | —                       | —                       | —                       | 8     | 2     | 2      | 0,25            |
| Al Ahli · EAU                     | Total club    | Total club    | 0     | 0     | 0      | 8                | 2                | 2                | 0                       | 0                       | 0                       | 8     | 2     | 2      | 0,25            |
| Unión Española · Chile            | 1.ª           | 2006          | 23    | 1     | 3      | —                | —                | —                | —                       | —                       | —                       | 23    | 1     | 3      | 0,04            |
| Unión Española · Chile            | Total club    | Total club    | 23    | 1     | 3      | 0                | 0                | 0                | 0                       | 0                       | 0                       | 23    | 1     | 3      | 0,04            |
| Curicó Unido · Chile              | 2.ª           | 2007          | 12    | 0     | 2      | —                | —                | —                | —                       | —                       | —                       | 12    | 0     | 2      | 0,00            |
| Curicó Unido · Chile              | Total club    | Total club    | 12    | 0     | 2      | 0                | 0                | 0                | 0                       | 0                       | 0                       | 12    | 0     | 2      | 0,00            |
| Total carrera                     | Total carrera | Total carrera | 387   | 72    | 93     | 31               | 3                | 8                | 8                       | 0                       | 0                       | 426   | 75    | 101    | 0,18            |
| 1. 2. 3.                          |               |               |       |       |        |                  |                  |                  |                         |                         |                         |       |       |        |                 |

#### Selección
| Selección                                                             | Temporada     | Amistosos | Amistosos | Amistosos | Sudamérica(1) | Sudamérica(1) | Sudamérica(1) | Mundial | Mundial | Mundial | Total | Total | Total  | Media goleadora |
| Selección                                                             | Temporada     | Part.     | Goles     | Asist.    | Part.         | Goles         | Asist.        | Part.   | Goles   | Asist.  | Part. | Goles | Asist. | Media goleadora |
| --------------------------------------------------------------------- | ------------- | --------- | --------- | --------- | ------------- | ------------- | ------------- | ------- | ------- | ------- | ----- | ----- | ------ | --------------- |
| Adulta · Chile                                                        | 2001          | 1         | 0         | 0         | 2             | 0             | 0             | —       | —       | —       | 3     | 0     | 0      | 0,00            |
| Adulta · Chile                                                        | Total         | 1         | 0         | 0         | 2             | 0             | 0             | 0       | 0       | 0       | 3     | 0     | 0      | 0,00            |
| Total carrera                                                         | Total carrera | 1         | 0         | 0         | 2             | 0             | 0             | 0       | 0       | 0       | 3     | 0     | 0      | 0,00            |
| (1) Incluye los partidos de las Clasificatorias Sudamericanas (2001). |               |           |           |           |               |               |               |         |         |         |       |       |        |                 |

#### Resumen estadístico
| Competición           | Partidos | Goles | Promedio | Asistencias | Promedio | GyA | Promedio |
| --------------------- | -------- | ----- | -------- | ----------- | -------- | --- | -------- |
| Primera División      | 205      | 28    | 0,14     | 44          | 0,22     | 72  | 0,35     |
| Segunda División      | 182      | 44    | 0,24     | 49          | 0,27     | 93  | 0,51     |
| Copas nacionales      | 31       | 3     | 0,10     | 8           | 0,26     | 11  | 0,36     |
| Copas internacionales | 8        | 0     | 0,00     | 0           | 0,00     | 0   | 0,00     |
| Selección adulta      | 3        | 0     | 0,00     | 0           | 0,00     | 0   | 0,00     |
| Total                 | 429      | 75    | 0,18     | 101         | 0,24     | 176 | 0,41     |

#### Tripletes
| 1 | 2 de mayo de 1999 | Nelson Oyarzún, Chillán | Ñublense - Universidad de Concepción |  | 2 - 3 | Primera B de Chile 1999 |

### Estadísticas como entrenador
| Equipo | Div.          | Temporada     | Liga | Liga | Liga | Liga | Liga |    | Copa | Copa | Copa | Copa |   | Internacional | Internacional | Internacional | Internacional |    | Totales | Totales     | Totales | Totales | Totales | Totales | Totales | Totales |
| Equipo | Div.          | Temporada     | PD   | G    | E    | P    | Pos. | PD | G    | E    | P    | PD   | G | E             | P             | PD            | G             | E  | P       | Rendimiento | GF      | GC      | Dif.    |         |         |         |
| --- | ------------- | ------------- | ---- | ---- | ---- | ---- | ---- | -- | ---- | ---- | ---- | ---- | - | ------------- | ------------- | ------------- | ------------- | -- | ------- | ----------- | ------- | ------- | ------- | ------- | ------- | ------- |
| Deportes Concepción · Chile | 2.ª           | 2013-14       | 31   | 10   | 9    | 12   | 9.º  | 1  | 0    | 1    | 0    | -    | - | -             | -             | 32            | 10            | 10 | 12      | 41.67%      | 32      | 34      | -2      |         |         |         |
| Deportes Concepción · Chile | Total club    | Total club    | 31   | 10   | 9    | 12   |      | 1  | 0    | 1    | 0    | 0    | 0 | 0             | 0             | 32            | 10            | 10 | 12      | 41.67%      | 32      | 34      | -2      |         |         |         |
| Santiago Morning · Chile | 2.ª           | 2014-15       | 22   | 8    | 3    | 11   | 9.º  | -  | -    | -    | -    | -    | - | -             | -             | 22            | 8             | 3  | 11      | 40.91%      | 23      | 26      | -3      |         |         |         |
| Santiago Morning · Chile | Total club    | Total club    | 22   | 8    | 3    | 11   |      | 0  | 0    | 0    | 0    | 0    | 0 | 0             | 0             | 22            | 8             | 3  | 11      | 40.91%      | 23      | 26      | -3      |         |         |         |
| Naval · Chile | 3.ª           | 2017          | 16   | 5    | 5    | 6    | 5.º  | -  | -    | -    | -    | -    | - | -             | -             | 16            | 5             | 5  | 6       | 41.67%      | 17      | 27      | -10     |         |         |         |
| Naval · Chile | 3.ª           | 2017          | 20   | 8    | 8    | 4    | 2.º  | -  | -    | -    | -    | -    | - | -             | -             | 20            | 8             | 8  | 4       | 53.33%      | 24      | 18      | +6      |         |         |         |
| Naval · Chile | Total club    | Total club    | 36   | 13   | 13   | 10   |      | 0  | 0    | 0    | 0    | 0    | 0 | 0             | 0             | 36            | 13            | 13 | 10      | 48.15%      | 41      | 45      | -4      |         |         |         |
| Iberia · Chile | 3.ª           | 2018          | 26   | 11   | 11   | 4    | 4.º  | 2  | 1    | 0    | 1    | -    | - | -             | -             | 28            | 12            | 11 | 5       | 55.96%      | 39      | 30      | +9      |         |         |         |
| Iberia · Chile | Total club    | Total club    | 26   | 11   | 11   | 4    |      | 2  | 1    | 0    | 1    | 0    | 0 | 0             | 0             | 28            | 12            | 11 | 5       | 55.96%      | 39      | 30      | +9      |         |         |         |
| Total carrera | Total carrera | Total carrera | 115  | 42   | 36   | 37   |      | 3  | 1    | 1    | 1    | 0    | 0 | 0             | 0             | 118           | 43            | 37 | 38      | 46.89%      | 135     | 135     | 0       |         |         |         |
| P = Partidos; G = Ganados; E = Empatados; D = Derrotas; Pos = Posición; GF = Goles Anotados; GC = Goles Recibidos; DG = Diferencia de goles |               |               |      |      |      |      |      |    |      |      |      |      |   |               |               |               |               |    |         |             |         |         |         |         |         |         |

### Ayudante técnico
| Club                 | País  | Año       | Titular         |
| -------------------- | ----- | --------- | --------------- |
| Deportes Concepción  | Chile | 2011      | Jorge Garcés    |
| Fernández Vial       | Chile | 2019-2020 | Jorge Garcés    |
| San Luis de Quillota | Chile | 2021-Act. | Francisco Bozán |

## Palmarés

### Campeonatos nacionales
| Título              | Club    | País | Año     |
| ------------------- | ------- | ---- | ------- |
| Copa Presidente EAU | Al Ahli | EAU  | 2003-04 |